# Jacques Brugnon
Jacques Brugnon, detto anche Toto (Parigi, 11 maggio 1895 – Parigi, 20 marzo 1978), è stato un tennista francese, con Jean Borotra, Henri Cochet e René Lacoste formò i Quattro moschettieri del tennis francese.
Cavaliere della legion d'onore, è uno dei nove tennisti di origine francese membro della International Tennis Hall of Fame.